# Sabulodes puebla
Sabulodes puebla är en fjärilsart som beskrevs av Frederick H. Rindge 1978. Sabulodes puebla ingår i släktet Sabulodes och familjen mätare. Inga underarter finns listade.